# Tereré

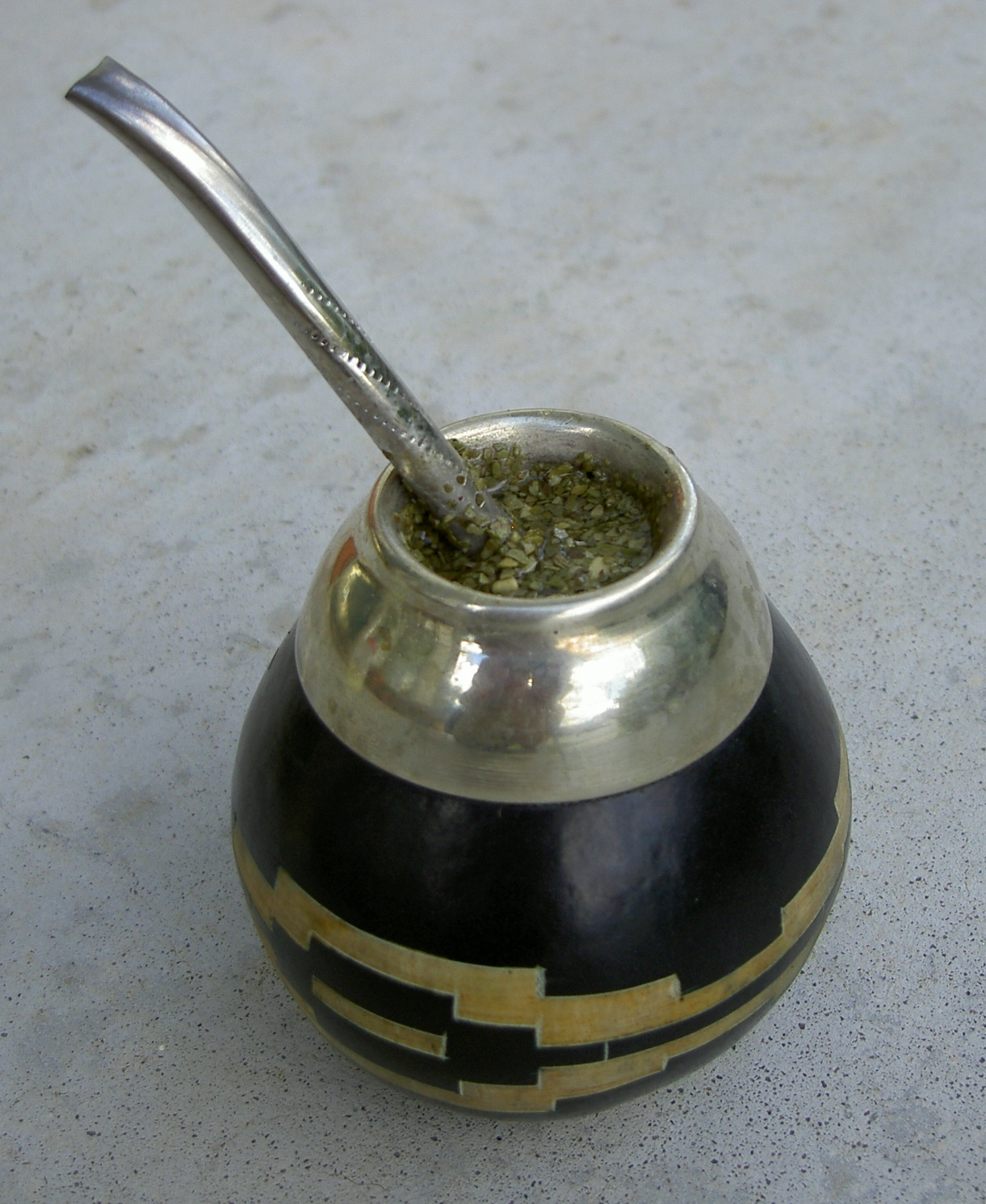
Tereré im traditionellen Trinkgefäß

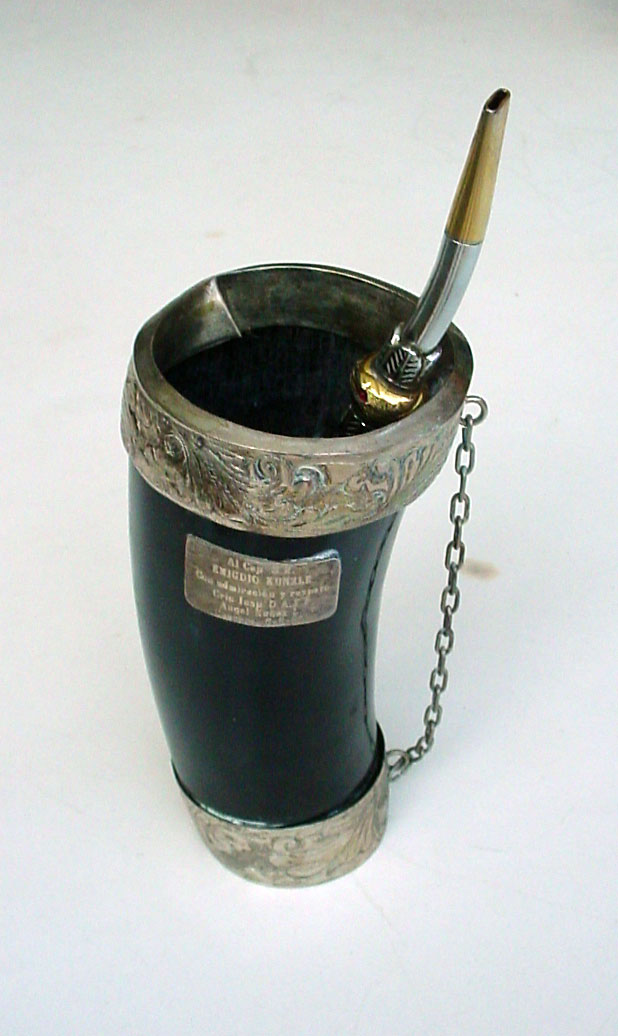
Guampa mit Silberverzierungen und Bombilla

Tereré bzw. tererê ist ein besonders in Paraguay, aber auch im nordöstlichen Teil Argentiniens, in der Chaco-Region Boliviens, einigen Regionen Chiles und in zentralwestlichen Teilen Brasiliens (Bundesstaaten Mato Grosso do Sul, Mato Grosso, Paraná, Rondônia, Acre, Rio Grande do Sul, Santa Catarina), beliebtes traditionelles Getränk. Es handelt sich um einen Tee aus Mate, aufgegossen mit Eiswasser.

## Degustation
Insbesondere in Hitzeperioden und im subtropischen Bereich der Länder Argentinien, Bolivien, Brasilien und Paraguay wird Tereré dem heiß zubereiteten Mate aufgrund der hohen Temperaturen tagsüber vorgezogen. Oft wird das Tererétrinken in einer Runde mit Freunden zelebriert, in der das Trinkgefäß herumgereicht wird. Die jüngste Person schenkt dabei aus, und jeder trinkt dabei die Guampa der Reihe nach aus. In Paraguay hat Tereré eine besondere kulturelle Bedeutung und wurde 2020 in die UNESCO-Liste des immateriellen Kulturerbes der Menschheit aufgenommen.

## Zubereitung
Wie beim Matetee, wird ein  spezielles Gefäß (in Paraguay Guampa genannt) mit der Yerba etwa zur Hälfte gefüllt, die Yerba etwas befeuchtet und festgedrückt und dann mit Eiswasser übergossen. Diesem sind meist zerstoßene Kräuter, die so genannten yuyos oder remedios refrescantes wie zum Beispiel Pfefferminze zugesetzt. Getrunken wird es mit der Bombilla, einem metallenen Trinkrohr, das am unteren Ende eine Art Sieb hat, damit man keine Blattstücke mittrinkt. Im Gegensatz zur – aus Kürbis gefertigten – Calebasse, in dem konventioneller Mate zubereitet wird, ist die Guampa meist aus Rinderhorn mit Verzierungen aus Silber oder sonstigen Metallen, oder aus Holz gedrechselt. Auch die Bombilla ist oft aus echtem Silber.
In Argentinien wird Tereré manchmal mit dem Saft von Zitrusfrüchten und gelegentlich sogar mit kohlensäurehaltigen Getränken getrunken.

## Herkunft
Es ist nicht sicher, wann der Brauch Tereré zu trinken seinen Anfang nahm, aber in Paraguay erzählt man sich die Geschichte, dass Soldaten während des Chacokrieges anfingen, Mate kalt zu trinken, um kein Feuer entzünden zu müssen, das ihre Position verraten hätte.
Dies wird aber bezweifelt, da schon die Ureinwohner (Guaraní) kalte Aufgussgetränke hatten. Somit ist davon auszugehen, dass jene Soldaten das Getränk allenfalls neu entdeckt haben. Allerdings tranken die Guaraní Tereré nicht in der heutigen Form. Der Brauch des Tererétrinkens entstand erst nach der Ankunft der Europäer.
Die Paraguayer bezeichnen mit dem Guaraní-Ausdruck tereré rupa (wörtlich „das Tereré-Bett“ oder „die Tereré-Ruhe“) ein traditionelles zweites Frühstück, das im Laufe des Vormittags, vor dem ersten Tereré zu sich genommen wird, damit das kalte Getränk nicht so sehr auf den Magen schlägt.